# Seemann
《Seemann》（德译：水手、海员）是Rammstein的一首单曲。

## MV
MV描述了Schneider、Riedel、Landers和Kruspe在沙上拉船，Till和带着鸟嘴医生面具的Flake在船上，随后他们惩罚仍在歌唱的Till，船起火，与MV交织在一起的是一名穿着似妓女的女人的镜头。

## 演唱会
歌曲第一次出名于1995年新年前夜晚会，在Herzeleid巡演中，几乎每场都会演奏该歌曲，在Sehnsucht巡演中，Flake会坐在一艘充气船中并航行在人海之中，现在会在Haifisch中出现。在Mutter和Reise, Reise巡演中Seemann没有被演奏，最后一次演奏大概是在1999年6月23日洛杉矶市，但在2009年11月8日Liebe ist für alle da巡演首场中再次出现。